# Calycobolus nutans
Calycobolus nutans là một loài thực vật có hoa trong họ Bìm bìm. Loài này được (Moc. & SessÃ© ex Choisy) D.F. Austin mô tả khoa học đầu tiên năm 1971.